# Conexión de Cartan
En matemática, la construcción de la conexión de Cartan en geometría diferencial es una generalización amplia del concepto de la conexión, basado en una comprensión del papel del grupo afín en el acercamiento usual.  Fue desarrollado por Élie Cartan, como parte (y como manera de formular) su método de triedro móvil. Véase también formalismo de Cartan

## Definiciones casi formales para fibrados vectoriales
Una conexión en un fibrado vectorial es una manera de "distinguir" secciones del fibrado a lo largo de vectores tangente.  Sea ζ: E →→ B un fibrado vectorial sobre una variedad diferenciable B con un espacio vectorial F de dimensión n como fibra.  Denotemos por ∇uv una sección de un fibrado vectorial, el resultado de la diferenciación de la sección del fibrado vectorial v a lo largo del campo vectorial tangente u.  Para ser una conexión ∇ debe satisfacer las identidades siguientes:
(i) Linealidad {\displaystyle \nabla _{u}(v_{1}+v_{2})=\nabla _{u}v_{1}+\nabla _{u}v_{2}} y {\displaystyle \nabla _{u_{1}+u_{2}}v=\nabla _{u_{1}}v+\nabla _{u_{2}}v}
(ii) Regla de Leibniz {\displaystyle \nabla _{u}(fv)=df(u)v+f\nabla _{u}v} y {\displaystyle \nabla _{fu}v=f\nabla _{u}v} para cualquier función diferenciable {\displaystyle f}
el ejemplo más simple:  si el ζ: E = F × B → B es la proyección, es decir ζ es un fibrado vectorial trivial, entonces cualquier sección se puede describir por una función diferenciable v: B → F.  Por lo tanto uno puede considerar la conexión trivial ∇uv = ∂v/∂u.  Si uno tiene dos conexiones ∇ y ∇'  en el mismo fibrado vectorial entonces la diferencia ω(u, v) = ∇uv-∇'uv depende solamente de los valores de u y v en un punto, una 1-forma en B a valores en el Hom(F, F);  es decir el ω(u, -) ∈ Hom(F, F) y ω se puede describir como una matriz n × n  de uno-formas. En particular uno puede elegir una trivialización local del fibrado vectorial y tomar ∇'  como conexión trivial correspondiente, entonces ω da una descripción local completa de ∇.  
Si G ∈ GL(F) es el grupo estructural del fibrado vectorial entonces la forma ω es una 1-forma con valores en {\displaystyle {\mathfrak {g}}}, el álgebra de Lie de G.  En particular para el fibrado tangente de una variedad de Riemann tenemos O(n) como grupo estructural y para la forma ω para la conexión de Levi-Civita es una forma con valores en {\displaystyle {\mathfrak {so}}}(n), el álgebra de Lie de O(n) (que se pueda pensar como matrices antisimétricas en una base ortonormal, o 2-vectores del fibrado tangente).  
Esta forma, ω, describe ∇ de una manera no invariante;  depende de la elección de la trivialización local.  La construcción siguiente extrae la información invariante de ω.  
La 2-forma siguiente con valores en Hom(F, F) se llama forma de curvatura
Ω = dω + ω ∧ ω,
donde d es la  derivada exterior y ∧ es producto exterior (cuña) (puede parecer un poco extraño aplicar el producto exterior a las formas con valores en Hom(F, F), pero trabaja de la misma manera).  La forma de curvatura proporciona la descripción local completa de la conexión hasta una transformación de gauge.  
Una vez más, si el G ∈ GL(F) es el grupo de estructura de un fibrado vectorial entonces la forma Ω es una 2-forma con valores en {\displaystyle {\mathfrak {g}}}, el álgebra de Lie de G.  Para el fibrado tangente de una variedad diferenciable de Riemann tenemos O(n) como el grupo de estructura y Ω es una 2-forma con valores en {\displaystyle {\mathfrak {so}}}(n) (que se puede pensar en como matrices antisimétricas en una base ortonormal).  Esta forma Ω es una descripción equivalente del tensor de curvatura.

## Aspectos de la teoría
Fue desarrollada por Élie Cartan, como parte (y una manera de formular) la suya método del triedro móvil.  Trabaja con formas diferenciales y así que son de carácter computacional, pero tienen otros dos aspectos importantes, ambos más geométricos.

### Una teoría general de los marcos
El primero de éstos mira primero a la teoría de fibrados principales (a la cual uno puede llamar la teoría general de marcos). 
El ideal de una conexión en un fibrado principal para un grupo de Lie G es relativamente fácil de formular, porque en la dirección vertical se puede ver que el dato requerido viene dado trasladando todos los vectores tangente de nuevo al elemento identidad (en el álgebra de Lie), y la definición de la conexión debe agregar simplemente un componente horizontal, compatible con eso.  Si G es un tipo de grupo afín con respecto a otro grupo de Lie H - significando que G es un producto semidirecto de H con un grupo de la traslación vectorial T en el cual H actúa, un H-fibrado se puede hacer un G-fibrado por la construcción de un fibrado asociado.  Hay T-fibrado asociado, también:  un fibrado vectorial, en el cual H actúa por automorfismos que devienen automorfismos interiores en G.  
El primer tipo de definición en esta disposición es que una conexión de Cartan para H es un tipo específico de  G-conexión principal.

### Identificando el fibrado tangente
El segundo tipo de definición apunta directamente al fibrado tangente T(M) de la variedad diferenciable M asumida como la base.  Aquí el dato es cierto tipo de identificación del T(M), como fibrado, como los vectores 'verticales ' tangentes en el T-fibrado mencionado antes (donde M está naturalmente identificado como la sección nula).  Se llama esto el soldaje (la soldadura): ahora tenemos T(M) dentro de un panorama más rico, expresado por los datos de transición H-valorados.  Un punto importante aquí, como con la discusión anterior, es que no se asume que H actúa fielmente en T.  Eso permite inmediatamente que los fibrados espinoriales tomen su lugar en la teoría, con H un grupo de espín más bien que simplemente un grupo ortogonal.

## Teoría general
Cartan reformuló la geometría diferencial (pseudo) riemanniana; pero no solamente para dichas variedades diferenciables (métricas), sino que hizo la teoría para una variedad diferenciable arbitraria, incluyendo los variedades diferenciables dadas por los grupos de Lie.  Esto estaba en términos de marcos móviles (repère mobile) como reformulación alternativa de la relatividad general.  
La idea principal es desarrollar las expresiones para connexiones y curvatura usando marcos ortogonales.
El formalismo de Cartan es un acercamiento alternativo a la derivada covariante y la curvatura, con las formas diferenciales y los marcos.  Aunque es dependiente del marco, está muy bien adaptada a los cómputos.  Puede también ser entendido en términos de fibrados de bases y permite generalizaciones como fibrado de espinores